# 1501.
◄ | 15. stoljeće | 16. stoljeće | 17. stoljeće | ►
◄ | 1470-ih | 1480-ih | 1490-ih | 1500-ih | 1510-ih | 1520-ih | 1530-ih | ►
◄◄ | ◄ | 1498. | 1499. | 1500. | 1501. | 1502. | 1503. | 1504. | ► | ►►
Arhitektura • Astronomija • Glazba • Kazalište • Kiparstvo • Knjige • Književnost • Kršćanstvo • Medicina • Politika • Pravo • Promet • Slikarstvo • Znanost
1501. je bila godina prema gregorijanskom kalendaru koja nije bila prijestupna, a započela je u petak.

## Događaji
- 23. travnja – portugalski moreplovac Pedro Cabral vratio se sa šest brodova u Lisabon.
- 1. studenog – Amerigo Vespucci otkriva i imenuje Zaljev Svih Svetih.
- 14. studenog – Katarina Aragonska udala se za engleskog prijestolonasljednika Artura Tudora.
- Turci oduzimaju Durazzo Veneciji.
- Marko Marulić napisao je Juditu.
- Aleksandar Jagelović postaje kralj Poljske.
- U sjevernom Iranu osnovano je Safavidsko kraljevstvo.
- Âgrâ postaje glavni grad Sinkandar Lodija, Delhijski sultanat.
- Iranski šah Ismail I. zauzima grad Tabriz i Azarbajdžan; osnovano Safavidsko Carstvo.

## Rođenja
- 6. svibnja – papa Marcel II. (Marcello Cervini) (umro 1555.).
- 24. rujna –  Gerolamo Cardano, talijanski matematičar, fizičar i astrolog (umro 1567.).
- 23. studenog – Pierandrea Mattioli, talijanski botaničar (umro 1577.).
- 25. studenog – Yi Hwang, korejski konfucionist (umro 1570.).
- David II. negus Etiopije (umro 1540.).

## Smrti
- 1. siječnja – Ališer Navoi, pjesnik, političar, mistik, jezikoslovac i slikar iz središnje Azije (rođen 1441.).
- 20. rujna – Agostino Barbarigo, mletački dužd (rođen oko 1420.).
- 26. rujna – Džore Držić, dubrovački pjesnik (rođen 1461.).
- Gaspar Corte-Real, portugalski istraživač (rođen oko 1450.).
- Ivan I. Jagelović, kralj Poljske (rođen 1459.)
- Konstantin Laskaris, grčki učenjak i gramatičar (rođen 1434.).
- Robert Gaguin, francuski humanist (rođen 1425.).

## Vanjske poveznice
|  | Zajednički poslužitelj ima još gradiva o temi 1501. |